# Tokyo Sonata
Tokyo Sonata (Originaltitel: トウキョウソナタ) ist ein japanischer Film aus dem Jahre 2008. Regie führte Kiyoshi Kurosawa.

## Handlung
Der Film handelt von der Tokioter Mittelklassefamilie Sasaki, in der durch die Verschiedenartigkeit der Eltern Megumi und Ryuhei und der Söhne Kenji und Taka wenig kommuniziert wird.
Megumi möchte, dass der jüngere Sohn Klavierunterricht bekommt, aber Ryuhei ist dagegen.
Ryuhei wird gekündigt und nimmt eine Arbeit als Reinigungskraft an, lässt seiner Familie allerdings davon nichts wissen. Der ältere Sohn möchte sich als Freiwilliger der US Army anschließen, was zum Zerwürfnis mit Ryuhei führt.
Nachdem seine Frau erfährt, dass Ryuhei gekündigt worden ist, ist dieser zunächst beschämt, gibt aber als ein Zeichen der Reue seinen Widerstand gegen den Klavierunterricht auf.
Zum Schluss besuchen die Eltern das abschließende Klavierkonzert ihres Sohnes und sind zu Tränen gerührt.

## Kritik
„Ein in ruhigem Tempo inszenierter, hervorragend gespielter Film, der sein Thema, den Verlust zwischenmenschlicher Kommunikation, mit großer emotionaler Bandbreite behandelt und auch etwas Humor in die allegorische Studie einer im Funktionalismus verirrrten Gesellschaft einfließen lässt.“